# Nowa Wieś Oleska
Nowa Wieś Oleska est une localité polonaise de la gmina de Gorzów Śląski, située dans le powiat d’Olesno en voïvodie d'Opole.